# Инчхон
Инчхо́н (кор. 인천광역시?, 仁川廣域市?, устар. Чемульпо́ (кор. 제물포시?, 濟物浦市?)) — город и порт на Корейском полуострове в Республике Корея. Аванпорт Сеула в заливе Канхваман Жёлтого моря. Инчхон занимает третье место по количеству населения среди городов Кореи, после Сеула и Пусана. Инчхон является важнейшим транспортным узлом страны, так как в городе находится крупнейший порт на западном побережье полуострова, а также самый большой в стране аэропорт Инчхон. В XXI веке город превратился в международный центр бизнеса, сосредоточенного вокруг футуристического высокотехнологичного проекта New Songdo City, в котором находится одно из самых высоких зданий страны, Northeast Asia Trade Tower (305 м).
Порт Инчхона стал вторым по величине после порта Пусана благодаря удобному расположению в устье реки Ханган. Порт был основан в 1883 году под именем Чемульпхо́ (кор. 제물포, в старой транскрипции Чемульпо) и имел население всего 4700 человек. Сейчас это динамично развивающийся город с населением более 2,5 миллионов человек. Инчхон также имеет статус свободной экономической зоны (СЭЗ), для привлечения иностранных инвестиций. Всего в Корее существует две СЭЗ (вторая Пусан-Чинхэ).
Инчхон часто называют «воротами корейской столицы» и рассматривают как часть Большого Сеула. Сеульский и Инчхонский метрополитен связаны между собой. Однако Инчхон является независимой административно-территориальной единицей и одним из важнейших городов Кореи.

## Климат
| Показатель              | Янв. | Фев. | Март | Апр. | Май  | Июнь | Июль | Авг. | Сен. | Окт. | Нояб. | Дек. | Год  |
| ----------------------- | ---- | ---- | ---- | ---- | ---- | ---- | ---- | ---- | ---- | ---- | ----- | ---- | ---- |
| Средний максимум, °C    | 0,8  | 2,7  | 8,1  | 15,0 | 20,4 | 24,3 | 27,0 | 28,4 | 24,8 | 19,2 | 11,2  | 4,0  | 15,4 |
| Средняя температура, °C | −3,1 | −1,2 | 3,9  | 10,5 | 15,9 | 20,1 | 23,7 | 24,9 | 20,5 | 14,4 | 7,0   | 0,0  | 11,3 |
| Средний минимум, °C     | −6,5 | −4,5 | 0,6  | 6,8  | 12,3 | 17,0 | 21,3 | 22,2 | 16,8 | 10,3 | 3,4   | −3,4 | 8,0  |
| Норма осадков, мм       | 21   | 22   | 40   | 86   | 82   | 107  | 285  | 252  | 152  | 48   | 50    | 20   | 1165 |
| Источник: World Climate |      |      |      |      |      |      |      |      |      |      |       |      |      |

## История
Поселения человека на месте города восходят к неолиту. С конца IV века и на протяжении всего Средневековья являлся одним из важнейших торговых центров Кореи. Один из первых портов Кореи, открытых (конец XIX века) для иностранной торговли. Во время японской оккупации назывался Дзинсэн (яп. 仁川). Инчхон входил в состав провинции Кёнгидо, пока не получил статус города прямого подчинения (сейчас город-метрополия) 1 июля 1981.
Гавань Чемульпо (Инчхона) — место боя и гибели в 1904 году российских крейсера «Варяг» и канонерской лодки «Кореец».
В 1950 году во время войны в Корее здесь была проведена Инчхонская десантная операция.

## Административное деление

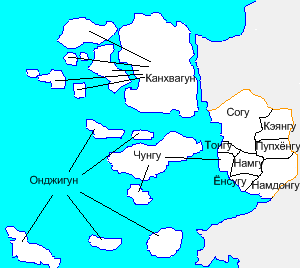
Административное деление

Инчхон поделен на 8 районов («ку») и 2 уезда («кун»).
- Пупхён (부평구; 富平區)
- Тонку (동구; 東區)
- Кэян (계양구; 桂陽區)
- Чунку (중구; 中區)
- Мичухол (미추홀구; 彌鄒忽區)
- Намдон (남동구; 南洞區)
- Соку (서구; 西區)
- Йонсу (연수구; 延壽區)
- уезд Канхвагун (강화군; 江華郡)
- уезд Онджингун (옹진군; 甕津郡)

## Экономика

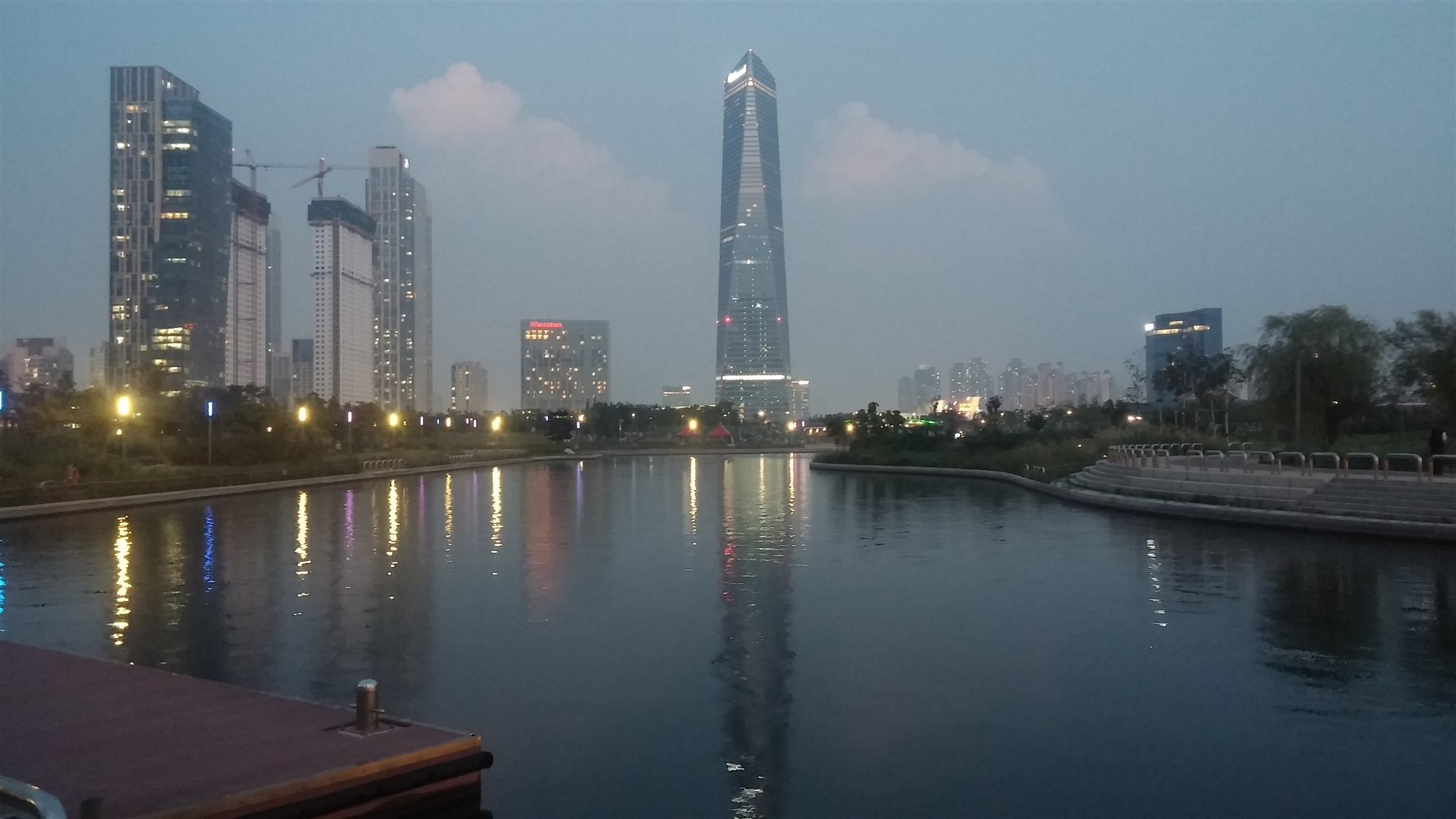
Небоскрёб Northeast Asia Trade Tower

В начале XXI века — это крупный портовый город с населением 2,5 млн человек, мощный промышленный центр с развитыми машиностроением, судостроением, сталелитейной, нефтеперерабатывающей, химической, электротехнической, текстильной, мукомольной промышленностью. В городе также развиты производство листового стекла и фарфоро-фаянсовых изделий. Действует крупная ТЭС.

## Свободная экономическая зона

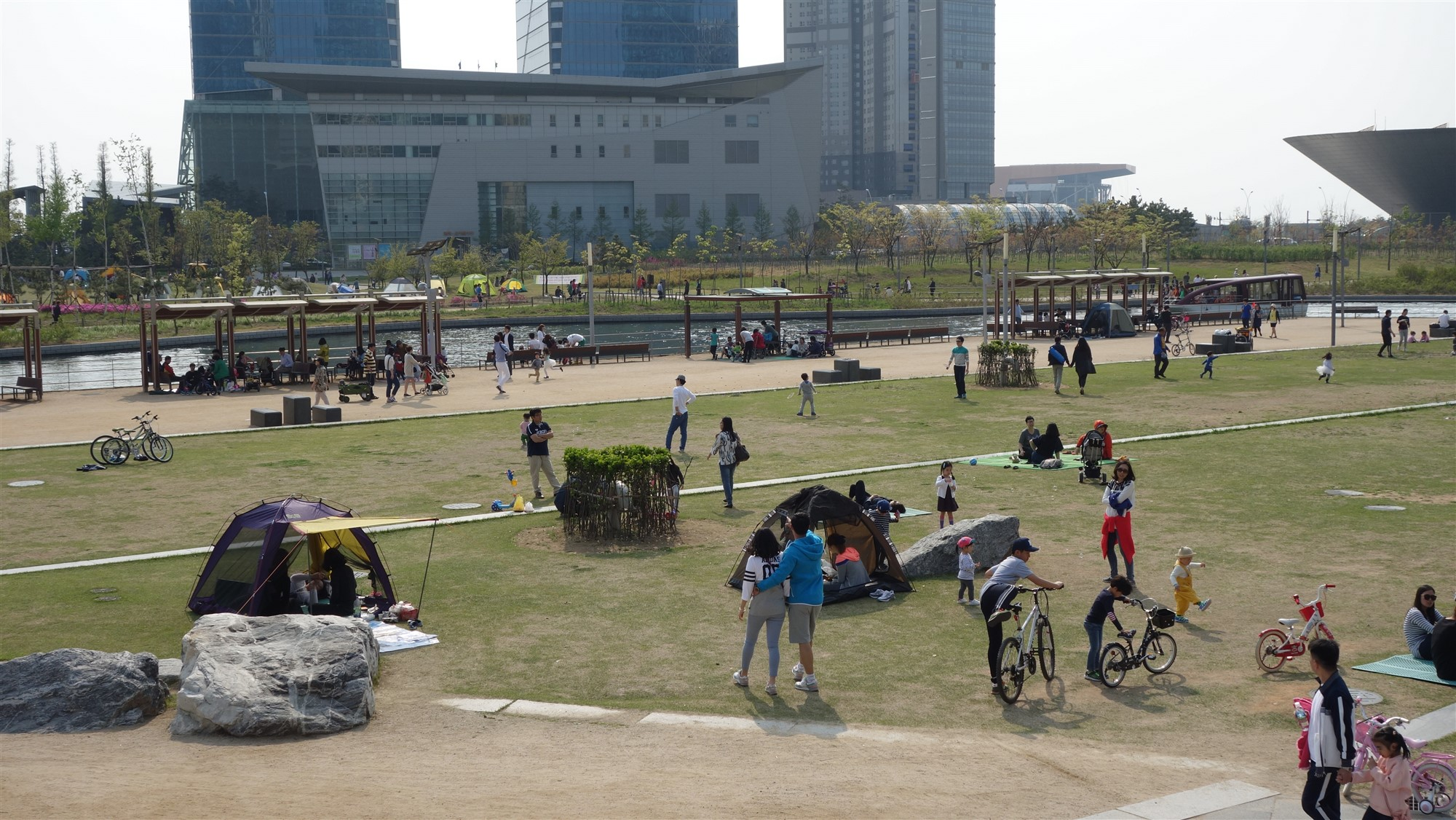
Центральный парк Сондо

Свободная экономическая зона Инчхона состоит из трёх частей. Это Нью-Сондо-Сити (кор. 송도신도시), Чхонна (кор. 청라) и остров Йонджон (кор. 영종). Общая территория зоны составляет 20 938 гектаров. Целью СЭЗ Инчхона является преобразование этих трех участков в центры международной торговли, логистики, отдыха и туризма северо-восточной Азии. Данная СЭЗ была объявлена правительством в августе 2003 года и стала первой в Корее.

### Нью-Сондо-Сити
Проект New Songdo City стартовал в 1994 году и строится на рекультивированной земле. Согласно плану, эта часть города должна стать сосредоточением международных компаний различного профиля, международной торговли, высоких технологий и местом для экологически дружественного городского образа жизни. Проект планируется окончательно завершить к 2020 году. В 2008 году в районе началась реализация амбициозного проекта — строительство башен-близнецов высотой около 600 метров (151 этаж). В связи с экономическими проблемами, в дальнейшем планируемая высота комплекса была уменьшена до 487 метров (102 этажа), сроки окончания строительства сдвинуты, и по состоянию на 2015 год проект ещё не завершён.
- Площадь: 5327 га
- Планируемое население: 252 000 человек
- Сроки строительства: 1994~2020

### Остров Йонджон
- Площадь: 13 833 га
- Планируемое население: 144 800 человек
- Сроки строительства: 2002~2016

### Международный район Чхонна
- Площадь: 1778 га

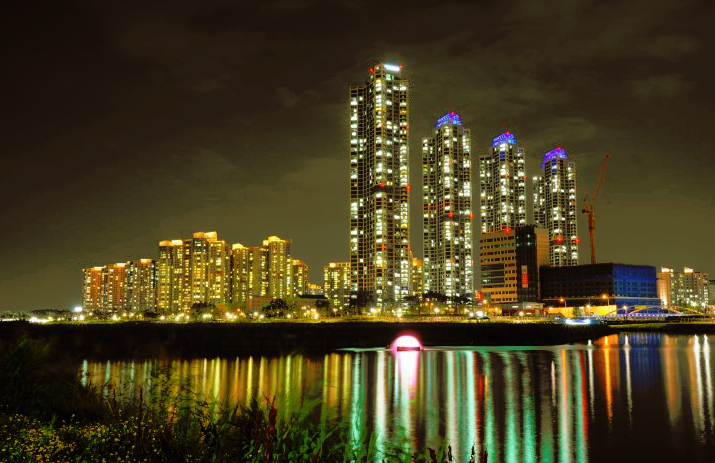
Жилые дома в международном районе Чхонна

- Планируемое население: 90 000 человек
- Сроки строительства: 2004~2008

## Транспорт
Инчхон является одним из главных транспортных узлов Кореи.

### Воздушный
Инчхонский международный аэропорт является главным аэропортом Южной Кореи и одним из крупнейших хабов в Азии. В 2005 году аэропорт Инчхон обслужил 160 843 рейса (157 134 международных, 3 709 внутренних). В среднем 441 рейс ежедневно (431 международный, 10 внутренних). 59,7 % рейсов обслуживаются двумя национальными перевозчиками Кореи, Korean Air и Asiana Airlines. Иностранными перевозчиками обслуживаются оставшиеся 40,3 % рейсов. Лучший аэропорт мира в 2009 г., по версии Skytrax.

### Морской

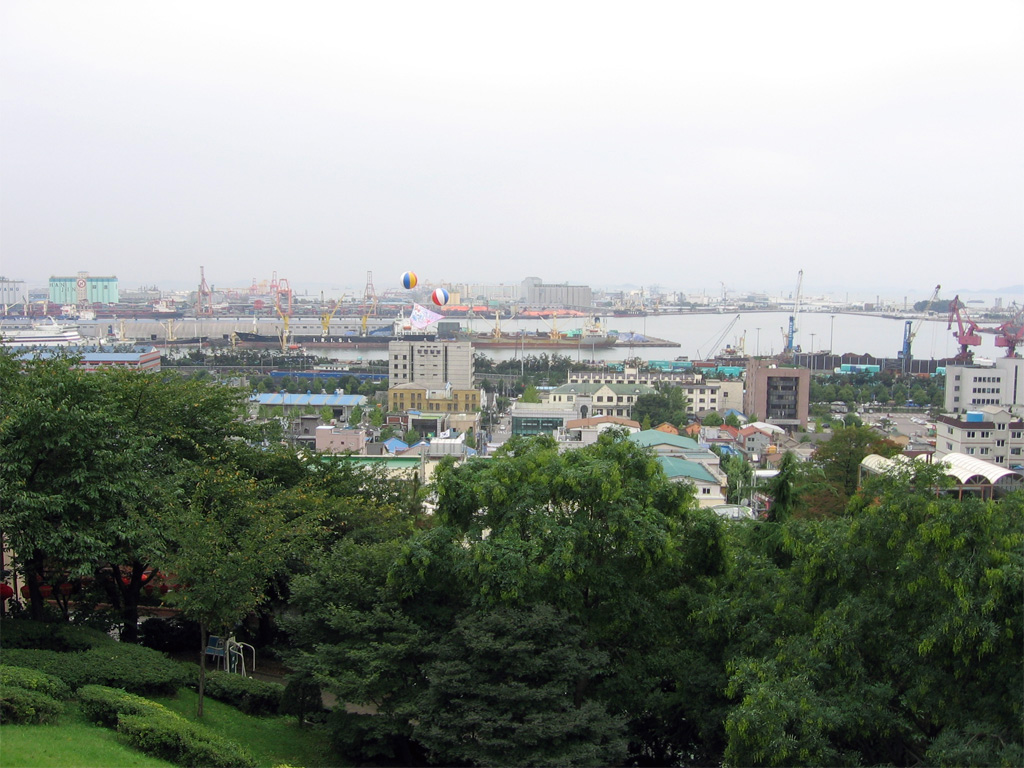
Порт Инчхон

Порт Инчхона второй по величине после порта Пусана.
Город соединён паромными переправами со многими городами в северном Китае:
- Далянь, Даньдун в провинции Ляонин
- Циндао, Вэйхай в провинции Шаньдун
- Циньхуандао в провинции Хэбэй
- Тяньцзинь (город центрального подчинения)

### Железнодорожный

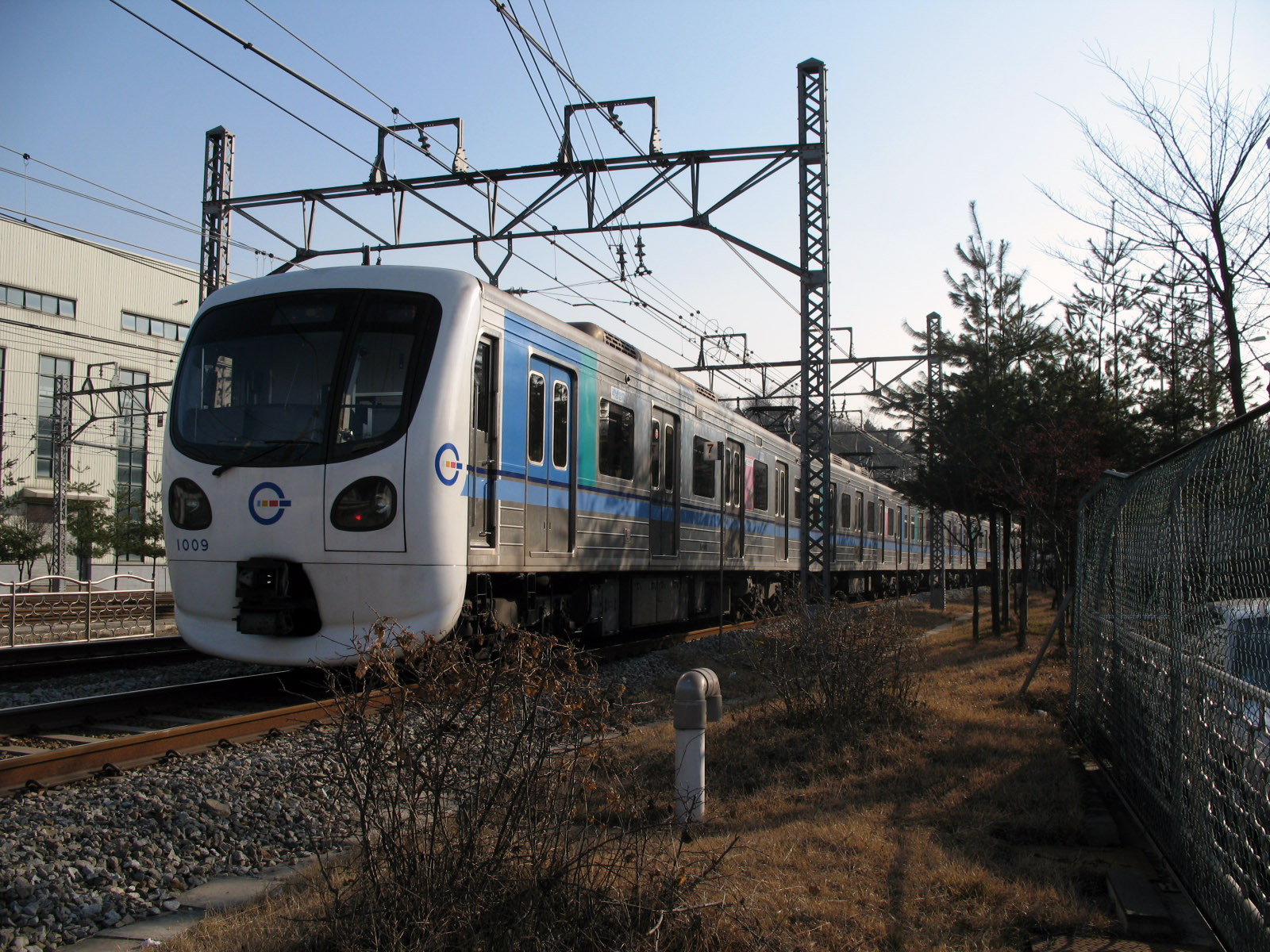
Поезд Инчхонского метрополитена.

В 2007 году была открыта скоростная линия (AREX) между аэропортом Кимпхо и аэропортом Инчхон. Данная линия имеет 6 станций и 40.3 км путей.

### Метрополитен
В городе работает метрополитен, соединённый с Сеульским метрополитеном. метрополитен имеет одну линию, состоящую из 28 станций. Общая протяжённость путей составляет 29,4 км. Планируется продлить первую линию и построить вторую. Вторая линия будет состоять из 27 станций и 29,2 км путей. Её строительство началось 26 июня 2009 года и продлится до 2014 года. Компания Korail построит ещё одну линию метро от Инчхона до Сувона к 2013 году. Эта линия будет иметь 10 станций на территории Инчхона.

### Автобусное сообщение
От автовокзала Инчхона налажено междугородное автобусное сообщение во все части Кореи. Существует множество автобусных маршрутов для передвижения внутри города, а также до соседних городов (Пучхон, Кимпхо, Сеул и Сихын). Между Инчхоном и Сеулом действует скоростное автобусное сообщение.

## Спорт

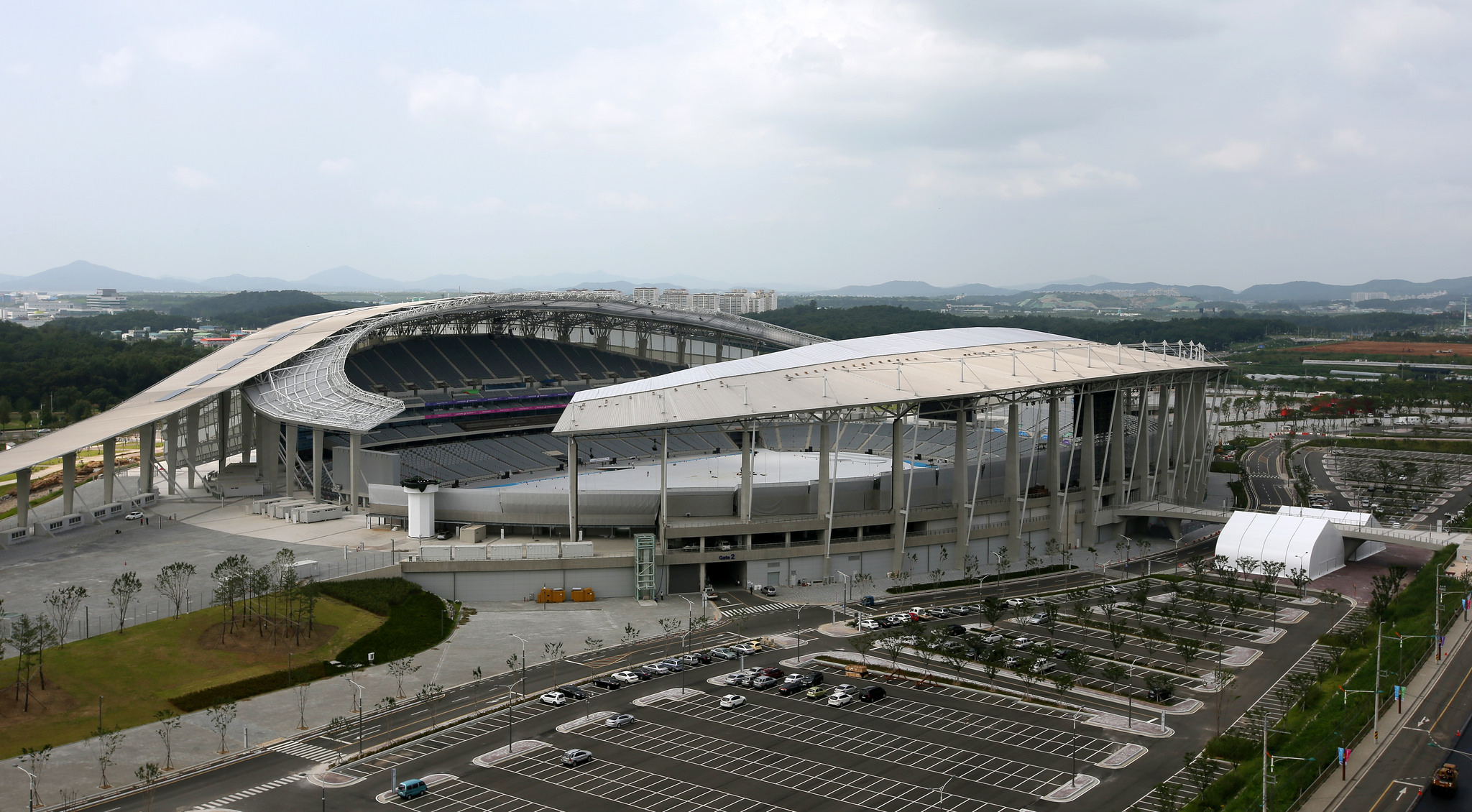
Главный стадион Азиады в Инчхоне

Инчхон Юнайтед — футбольный клуб из Инчхона. Основан в 2003 году. Выступает в K-League — высшем дивизионе южнокорейского футбола. В 2014 году в городе проводились Летние Азиатские игры.

## Культура

### Музеи
- Городской музей Инчхона — первый публичный музей Кореи, открытый в апреле 1946 года в целях исследования и изучения истории и культурных ценностей Инчхона[4].
- В 1984 году к столетию Инчхона в городе были открыты мемориальный зал и комплекс, посвящённые Инчхонской десантной операции . В музее имеется огромная коллекция фото- и видеоматериалов, рассказывающих о всех этапах высадки. В состав комплекса входят 18-метровая мемориальная башня и национальные флаги шестнадцати стран, принимавших участие в Корейской войне[5].

## Известные уроженцы и жители
- Кан Хеджон — южнокорейская актриса и фотомодель
- Peggy Gou — южнокорейская диджей, певица, автор песен и продюсер

## Международные отношения
| Список городов-побратимов в соответствии с официальным сайтом: - Бербанк, США (18 декабря 1961) - Филадельфия, США (15 августа 1983) - Анкоридж, США (7 октября 1986) - Китакюсю, Япония (20 декабря 1988) - Тяньцзинь, Китай (7 декабря 1993) - Хайфон, Вьетнам (24 июля 1997) - Панама, Панама (16 марта 2000) - Тель-Авив, Израиль (14 мая 2000) - Александрия, Египет (17 мая 2000) - Гонолулу, США (15 октября 2003) - Чунцин, Китай (1 июня 2007) - Мерида, Мексика (15 октября 2007) - Калькутта, Индия (15 октября 2007) - Манила, Филиппины (7 октября 2008) - Пномпень, Камбоджа (27 марта 2009) - Екатеринбург, Россия (14 сентября 2009) - Бантен, Индонезия (14 сентября 2009) - Кобе, Япония (6 апреля 2010) - Венеция, Италия (6 сентября 2010) - Владивосток, Россия (30 июня 2012) |  | Список городов-партнёров в соответствии с официальным сайтом: - Далянь, Китай (2 апреля 1994) - Чакао, Венесуэла (11 мая 1994) - Даньдун, Китай (23 сентября 1995) - Циндао, Китай (27 сентября 1995) - Шаньдун, Китай (16 февраля 2004) - Риу-Гранди-ду-Сул, Бразилия (29 марта 2004) - Яньтай, Китай (29 марта 2007) - Албай, Филиппины (9 мая 2008) - Уезд Таоюань, Китайская Республика (14 сентября 2009) - Харбин, Китай (10 ноября 2009) - Иокогама, Япония (23 декабря 2009) - Кронштадт, Россия (8 сентября 2010) - Хьюстон, США (20 октября 2010) - Улан-Батор, Монголия (14 октября 2011) |